# اوژول
اوژول (به فرانسوی: Aujols) یک کمون در فرانسه است که در canton of Lalbenque واقع شده‌است. اوژول ۱۶٫۴۳ کیلومتر مربع مساحت دارد ۲۰۰ متر بالاتر از سطح دریا واقع شده‌است.